# Томашов Мазовјецки
Томашов Мазовјецки (пољ. Tomaszów Mazowiecki) град је у Пољској у Војводству лођском. По подацима из 2012. године број становника у месту је био 65 454.

## Становништво
| 2012.  |
| ------ |
| 65 454 |